# Chalcura elongata
Chalcura elongata är en stekelart som först beskrevs av Girault 1940.  Chalcura elongata ingår i släktet Chalcura och familjen Eucharitidae. Inga underarter finns listade i Catalogue of Life.